# Hubert Nake
Hubert Nake (Port Vila, 24 settembre 1979) è un calciatore vanuatuano, centrocampista del Tafea.

## Carriera

### Nazionale
Ha debuttato in Nazionale il 17 novembre 2007, in Vanuatu-Nuova Zelanda (1-2). Ha partecipato, con la Nazionale, alla Coppa delle nazioni oceaniane 2008. Ha collezionato in totale, con la maglia della Nazionale, 4 presenze.